# Gaertnera ramosa
Gaertnera ramosa är en måreväxtart som beskrevs av Henry Nicholas Ridley. Gaertnera ramosa ingår i släktet Gaertnera och familjen måreväxter. Inga underarter finns listade i Catalogue of Life.